# Lycaena phlaeas
La mariposa manto bicolor (Lycaena phlaeas) es una mariposa diurna del género Lycaena y de la familia Lycaenidae.

## Distribución y hábitat
Tiene una amplia distribución en las zonas templadas de Eurasia, África norteñas y al este de Norteamérica (donde es una especie introducida). Se encuentra en hábitats variados, siendo más común en lugares de vegetación baja, como prados y campos abiertos, páramos, y a los bordes de los caminos de campo. También aparece ocasionalmente en bosques. En la zona del Mediterráneo los adultos de manto bicolor están de febrero a octubre.
Liban las flores de escabiosa (Scabiosa columbaria) una planta muy común en los prados. Los machos de manto bicolor son territoriales y alejan a otras mariposas, aún más grandes, de su territorio. 

## Biología
El manto bicolor es una mariposa pequeña, con una envergadura de 22 a 27 mm. Las alas son de color anaranjado y negro. En la cara superior la coloración es muy vistosa pero la inferior es de colores más suaves.
La oruga de esta especie mide 15 mm de longitud máxima. Normalmente las orugas de manto bicolor son de color verde, pero algunos ejemplares tienen una coloración marrón rojiza. Se alimentan de las hojas de diferentes especies de plantas del género Rumex cómo, por ejemplo, la acedera común.
Hay dos o tres generaciones por año y a veces hasta cuatro en las zonas templadas. Pasan el invierno como orugas.